# Llŷn
Llŷn (ang. Llŷn Peninsula lub Lleyn Peninsula, wal. Pen Llŷn lub Penrhyn Llŷn) – półwysep w północno-zachodniej Walii, w hrabstwie Gwynedd, otoczony wodami Morza Irlandzkiego – w tym przez zatokę Caernarfon na północnym zachodzie i zatokę Cardigan na południowym wschodzie (w jej obrębie, mniejszą zatokę Tremadoc).
Największym miastem jest Pwllheli, na jego południowym wybrzeżu. W jego pobliżu znajduje się Polskie Osiedle tzw. Polskie Soplicowo w Wali (ang. Penrhos Polish Village).